# 高橋章子
高橋 章子（たかはし あきこ、1952年〈昭和27年〉10月28日 - ）は、日本のエッセイスト、元雑誌編集者。

## 来歴
東京都出身。武蔵野美術大学在学中から、雑誌『ビックリハウス』の出版に携わる。卒業後、パルコ出版に入社し、1977年から『ビックリハウス』の編集長となる。以来、1985年の終刊まで編集長として勤める。また、編集長時代から様々なメディアに多数出ていたので「花編アッコ」との別名が名付けられていた。『ビックリハウス』編集長時代、『ビックリハウス音頭』のシングルB面曲『ある乙女の祈り』を歌唱する。
終刊後は、パルコ出版を退職、独立。以降はエッセイストとして自身の子育て体験や料理レシピの記事執筆やワイドショーのコメンテーターを務めている。

## 出演番組
- 翔んだカップル（フジテレビ）
- ブロードキャスター（TBSテレビ）
- おはよう!ナイスデイ（フジテレビ）
- 未来派宣言（NHK総合）
- 朝は楽しく!（テレビ東京）
- テレビ寺子屋（テレビ静岡・フジテレビ系）
- 虎ノ門ニュース 8時入り!（DHCシアター）

## 著書
- 『高橋章子大全アッコです、ドモ。』筑摩書房、1986年3月。ISBN 978-4480812179。
- 『犬も歩けばタカハシにあたる』芸文社、1990年6月。ISBN 978-4874651926。
- 『気分は晴天(ピーカン)』毎日新聞社、1992年5月。ISBN 978-4620308609。
- 『高橋章子の大出産』徳間書店、1996年5月。ISBN 978-4198604967。
- 『ビックリは忘れた頃にやってくる』筑摩書房、1996年6月。ISBN 978-4480818003。
- 『クラスでケータイ持ってないの僕だけなんだけど』朝日新聞出版、2010年1月20日。ISBN 978-4022506191。